# Kim Il-ch’ŏl
Kim Il-ch’ŏl (* 1933 in Heijō, Provinz Chōsen, Japanisches Kaiserreich, heute Pjöngjang; † September 2023) war ein nordkoreanischer Militär und Politiker.

## Leben
Kim Il-ch’ŏl studierte in Pjöngjang sowie auf einer sowjetischen Marinehochschule. Er war Mitglied der Nationalen Verteidigungskommission und von September 1998 bis Februar 2009 Verteidigungsminister Nordkoreas. Sein Vorgänger, Ch’oe Kwang, war bereits im Februar 1997 verstorben. Kim selbst wurde im Februar 2009 von Kim Yŏng-ch’un abgelöst und war fortan dessen erster Stellvertreter. Im Mai 2010 wurde Kim Il-ch’ŏl überraschend aus seinen Ämtern entlassen. In einer Meldung der staatlichen Nachrichtenagentur KCNA hieß es, Kim sei aus Altersgründen entlassen worden. Da es in Nordkorea keineswegs unüblich ist, dass Personen jenseits des 80. Lebensjahres noch hohe Staatsämter bekleiden, spekulierten ausländische Medien über die wahren Gründe von Kims Entlassung.
Kim Il-ch’ŏl hatte den militärischen Rang eines Vize-Marschalls.
Kim Il-ch’ŏl starb im September 2023.